# Джуанда Картавиджайя
Джуанда Картавиджайя (индон. Djoeanda Kartawidjaja; 14 января 1911, Тасикмалая — 7 ноября 1963, Джакарта) — индонезийский политик, национальный герой Индонезии, последний премьер-министр Индонезии. Также в разное время занимал посты министра обороны, министра финансов, министра общественных работ и министра транспорта.

## Биография

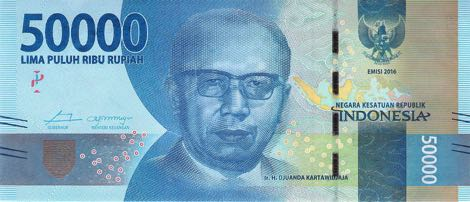
Джуанда Картавиджайя на банкноте в 50 000 рупий (серия 2016 года)

Джуанда Картавиджайя родился 10 июля 1911 года в Тасикмалае (Западная Ява). Происходил из знатной сунданской семьи, имел аристократический титул «раде́н», его официальное полное имя — Раден Джуанда Картавиджайя. В 1933 году окончил Высшую техническую школу в Бандунге, получив диплом инженера и звание бакалавра технических наук. В 1937—1942 годах был директором средней школы «Мухаммадия» в Джакарте, затем работал в ирригационном управлении провинции Западная Ява. После провозглашения независимости Индонезии в 1945 году, Джуанда 12 раз входил в правительство страны. В марте 1946 — ноябре 1949 года он занимал посты министра путей сообщения и министра общественных работ. В августе 1949 года как член делегации Индонезии Джуанда возглавлял финансово-экономическую комиссию Конференции круглого стола в Гааге. После ликвидации в 1950 году Соединённых Штатов Индонезии занимал пост министра путей сообщения в правительствах Натсира, Сукимана и Вилопо. Был министром финансов и планирования в кабинете Али Састроамиджойо. В 1954 году стал директором Государственного планового совета Индонезии, а в апреле того же года был советником Састироамиджойо на конференции глав правительств в Коломбо. В мае 1955 года сопровождал Састроамиджойо в его поездке в КНР. Во втором кабинете Састроамиджойо (1956—1957) Джуанда занимал пост министра государственного планирования.
8 апреля 1957 года, после неудачных попыток Радена Сувирьо сформировать правительство, президент Сукарно объявил о сформировании внепартийного делового кабинета. Беспартийный Джуанда был назначен премьер-министром и министром обороны.
9 июля 1959 года, когда была восстановлена Конституция 1945 года и президент лично возглавил правительство, пост премьер-министра был упразднён. Джуанда получил нововведённый пост первого министра и, уступив министерство обороны генералу Насутиону, был назначен по совместительству министром финансов. Он оставался первым министром до самой своей смерти в 1963 году, после чего этот пост был упразднён.

## Награды
- Национальный герой Индонезии;
- Орден «Звезда Республики Индонезии» 2-й степени (1961)